# Prince Sports
Prince Sports è una azienda statunitense produttrice di articoli sportivi. È conosciuta principalmente per i prodotti per il tennis, lo squash e il badminton.

## Sponsor Prince
- Nikolaj Davydenko
- Jennifer Capriati
- Sam Querrey
- John Isner
- David Ferrer
- Bob Bryan
- Mike Bryan
- Juan Carlos Ferrero
- Jelena Janković
- Marion Bartoli
- Katarina Srebotnik
- Tathiana Garbin
- Gaël Monfils
- Daniela Hantuchová
- Ai Sugiyama
- Vania King
- Samantha Stosur
- Liezel Huber
- Julian Mazana
- Jelena Kostanić Tošić
- Shahar Peer
- Magdaléna Rybáriková
- Franko Škugor